# Östra Ingelstads församling
Östra Ingelstads församling var en församling i Lunds stift och i Tomelilla kommun. Församlingen uppgick 2002 i Smedstorps församling.

## Administrativ historik
Församlingen har medeltida ursprung. Före den 1 januari 1886 (ändring enligt beslut den 17 april 1885) var namnet Ingelstads församling. En del av socknen, Hyllinge, tillhörde före 1889 Luggude härad i Malmöhus län och överfördes då till samma härad och län som övriga socknen.
Församlingen var till 1 maj 1925 annexförsamling i pastoratet Östra Herrestad och (Östra) Ingelstad. Från 1 maj 1925 till 1983 var församlingen annexförsamling i pastoratet Hammenhög, Hannas, Östra Herrestad  och Östra Ingelstad som från 1962 även omfattade Vallby församling. Från 1983 till 2002 var den annexförsamling i pastoratet Smedstorp, Kverrestad, Tosterup, Bollerup, Övraby och Östra Ingelstad. Församlingen uppgick 2002 i Smedstorps församling.

## Kyrkor
- Östra Ingelstads kyrka